# Marjorie Bennett
Marjorie Bennett (York, 15 gennaio 1896 – Hollywood, 14 giugno 1982) è stata un'attrice australiana che, dopo aver iniziato la sua carriera all'epoca del cinema muto, lavorò soprattutto nel Regno Unito e negli Stati Uniti. Talvolta usò il nome di Margery Bennett.

## Biografia
Nata a York, in Australia Occidentale, da Nellie Mary Louise Walker e da Frank Bennett, era la sorella minore di Enid Bennett, attrice di un certo successo del cinema muto hollywoodiano. Le sue numerose apparizioni cinematografiche includono brevi ruoli in film come Foglie d'autunno (1956) e Che fine ha fatto Baby Jane? (1962), entrambi con Joan Crawford; prestò inoltre la propria voce nei film La carica dei cento e uno (1961) e Mary Poppins (1964). Le sue molte apparizioni televisive includono la parte di Mrs. Neimeyer in The Bob Cummings Show; di Birdie Brockway nei primi anni di Lassie e di Mrs. Kenny in The Many Loves of Dobie Gillis.
Nel 1932 ha sposato William Cady Jr. con cui è rimasta fino alla morte di lui avvenuta nel 1976. Sei anni dopo, nel 1982, Marjorie morì di cancro all'età di 86 anni.  

## Filmografia parziale

### Cinema
- The Girl, Glory, regia di Roy William Neill (1917)
- Naughty, Naughty!, regia di Jerome Storm (1918)
- Hugon, the Mighty, regia di Rollin S. Sturgeon (1918)
- The Midnight Patrol, regia di Irvin Willat (1918)
- Sabrina regia di Billy Wilder (1954)
- Ricochet Romance, regia di Charles Lamont (1954)
- Un bacio e una pistola (Kiss Me Deadly), regia di Robert Aldrich (1955)
- La tela del ragno (The Cobweb), regia di Vincente Minnelli (1955)
- Delitto sulla spiaggia (Female on the Beach), regia di Joseph Pevney (1955)
- La ragazza di Las Vegas (The Girl Rush), regia di Robert Pirosh (1955)
- Foglie d'autunno (Autumn Leaves), regia di Robert Aldrich (1956)
- L'ora del delitto (Strange Intruder), regia di Irving Rapper (1956)
- Pietà per la carne (Home Before Dark), regia di Mervyn LeRoy (1958)
- Il prezzo del successo (Career), regia di Joseph Anthony (1959)
- Ragazzi di provincia (The Rat Race), regia di Robert Mulligan (1960)
- La carica dei cento e uno (One Hundred and One Dalmatians), regia di Wolfgang Reitherman, Hamilton Luske e Clyde Geronimi (1961) - Voce
- I trecento di Fort Canby (A Thunder of Drums), regia di Joseph M. Newman (1961)
- Rapina a... nave armata (Sail a Crooked Ship), regia di Irving Brecher (1961)
- Che fine ha fatto Baby Jane? (What Ever Happened to Baby Jane?), regia di Robert Aldrich (1962)
- Il codice della pistola (The Man from Galveston), regia di William Conrad (1963)
- I 4 del Texas (4 for Texas), regia di Robert Aldrich (1963)
- Mary Poppins, regia di Robert Stevenson (1964)
- Le ultime 36 ore (36 Hours), regia di George Seaton (1964)
- Passi nella notte (The Night Walker), regia di William Castle (1964)
- I 7 magnifici Jerry (The Family Jewels), regia di Jerry Lewis (1965)
- Assassinio al terzo piano (Games), regia di Curtis Harrington (1967)
- L'uomo dalla cravatta di cuoio (Coogan's Bluff), regia di Don Siegel (1968)
- Chi ucciderà Charley Varrick? (Charley Varrick), regia di Don Siegel (1973)

### Televisione
- Lassie – serie TV, 5 episodi (1954-1957)
- The Whistler – serie TV, episodio 1x32 (1955)
- The Star and the Story – serie TV, episodio 1x10 (1955)
- Scienza e fantasia (Science Fiction Theatre) – serie TV, episodio 1x25 (1955)
- The Bob Cummings Show – serie TV, 6 episodi (1955-1958)
- Conflict – serie TV, episodio 1x06 (1956)
- Celebrity Playhouse – serie TV, episodio 1x28 (1956)
- L'uomo ombra (The Thin Man) – serie TV, episodi 2x10-2x31 (1958-1959)
- Maverick – serie TV, 2 episodi (1958-1960)
- General Electric Theater – serie TV, episodi 7x07-9x30 (1958-1961)
- Peter Gunn – serie TV, episodio 1x22 (1959)
- June Allyson Show (The DuPont Show with June Allyson) – serie TV, episodio 1x14 (1959)
- The Many Loves of Dobie Gillis – serie TV (1959-1961)
- The Best of the Post – serie TV, episodio 1x04 (1960)
- Avventure in paradiso (Adventures in Paradise) – serie TV, episodio 2x12 (1960)
- La valle dell'oro (Klondike) – serie TV, episodio 1x09 (1960)
- Indirizzo permanente (77 Sunset Strip) – serie TV, 2 episodi (1960-1962)
- Ai confini della realtà (The Twilight Zone) – serie TV, 3 episodi (1960-1963)
- Surfside 6 – serie TV, episodi 1x33-2x18 (1961-1962)
- The New Breed – serie TV, episodio 1x12 (1961)
- Hong Kong – serie TV, episodio 1x22 (1961)
- Pete and Gladys – serie TV, episodi 2x12-2x22 (1961-1962)
- Thriller – serie TV, episodio 2x29 (1962)
- I detectives (The Detectives) – serie TV, episodio 3x28 (1962)
- L'impareggiabile Glynis (Glynis) – serie TV, episodio 1x09 (1963)
- The Dick Powell Show – serie TV, episodio 2x18 (1963)
- Vacation Playhouse – serie TV, episodio 2x10 (1964)
- Gli uomini della prateria (Rawhide) – serie TV, episodio 6x25 (1964)
- Sotto accusa (Arrest and Trial) – serie TV, episodio 1x22 (1964)
- My Living Doll – serie TV, episodio 1x15 (1964)
- Honey West – serie TV, episodio 1x11 (1965)
- Il virginiano (The Virginian) – serie TV, episodio 7x11 (1968)
- Happy Days – serie TV, episodi 2x11-2x20 (1974-1975)
- Sherlock Holmes a New York (Sherlock Holmes in New York), regia di Boris Sagal – film TV (1976)
- Kojak – serie TV, episodio 3x22 (1976)
- CHiPs – serie TV, 3 episodi (1977-1978)

## Doppiatrici italiane
- Giovanna Cigoli in Monsieur Verdoux, Luci della ribalta, Sabrina
- Amelia Beretta in Peggy la studentessa
- Mimosa Favi in Foglie d'autunno
- Maria Saccenti in Che fine ha fatto Baby Jane?